# Bešeňová
Bešeňová (ungarisch Besenyőfalu) ist eine Gemeinde in der Nordslowakei. Sie liegt im Liptauer Kessel an der Waag, etwa zwölf Kilometer von Ružomberok entfernt.

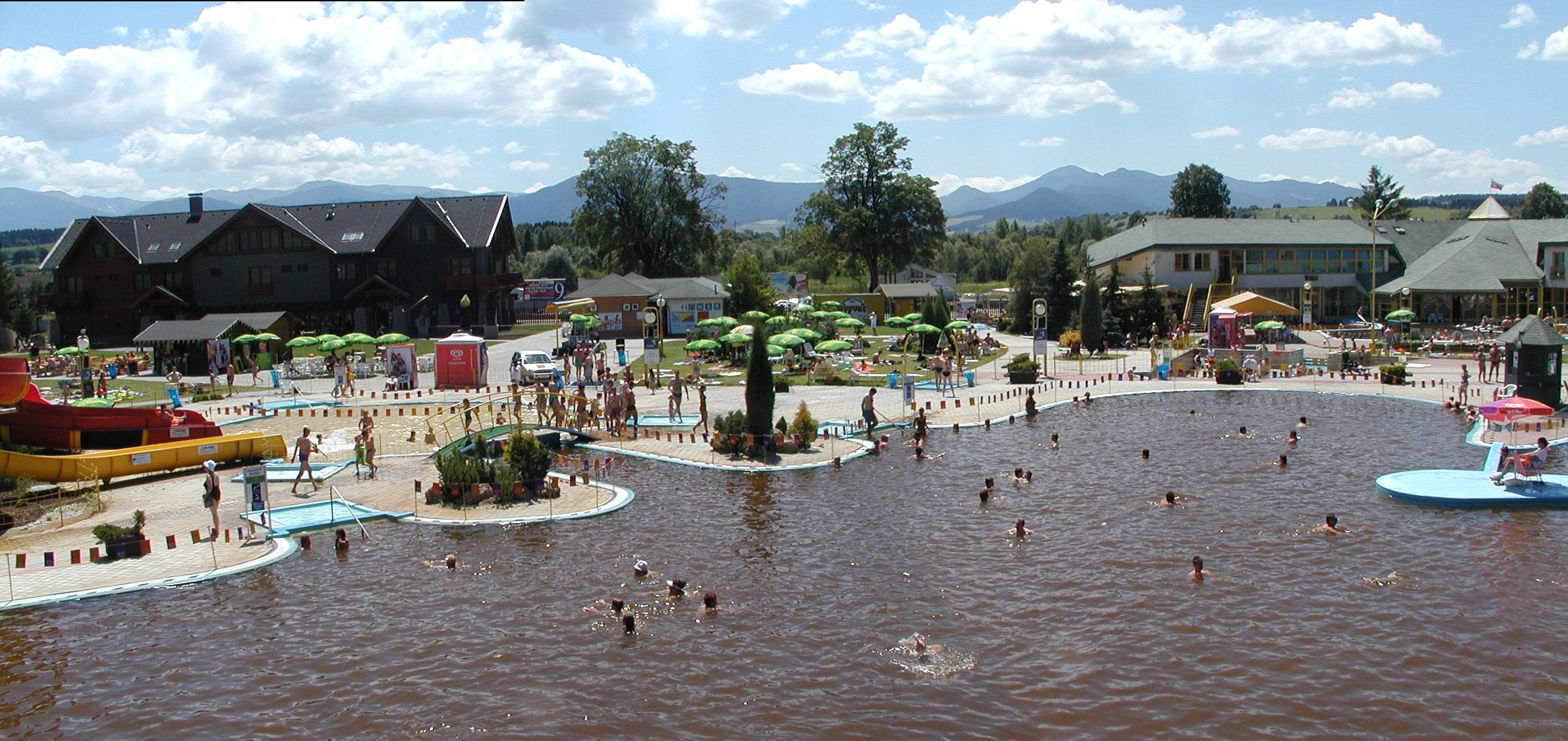
Thermalbad in Bešeňová

Der Ort wurde 1279 erstmals schriftlich erwähnt nach Petschenegen.
Die westlich gelegene Ansiedlung Mitošiny wurde nach 1863 eingemeindet.

## Bevölkerung
| Jahr                | 1994 | 2004    | 2014     | 2024     |
| ------------------- | ---- | ------- | -------- | -------- |
| Anzahl der Personen | 402  | 388     | 635      | 772      |
| Unterschied         |      | −3,48 % | +63,65 % | +21,57 % |

| Jahr                | 2023 | 2024    |
| ------------------- | ---- | ------- |
| Anzahl der Personen | 754  | 772     |
| Unterschied         |      | +2,38 % |